# Centromyrmex
Centromyrmex (лат. , от др.-греч. κεντρο- +μύρμηξ «муравей с жалом») — род муравьёв (Formicidae) из подсемейства Ponerinae. Облигатные термитофаги.

## Распространение
Афротропика. Неотропика. Ориентальная область.

## Описание
Длина 4—10 мм. Усики 12-члениковые коленчатые у рабочих и самок и 13-члениковые нитевидные у самцов. У рабочих глаза редуцированы. Формула щупиков: 4,3 (нижнечелюстные + нижнегубные). Проподеум без шипиков. Голени средних ног, а также первые членики (basitarsus) лапок средних и задних ног с сильно склеротизированными щетинками. Облигатные термитофаги, живут в гнёздах термитов, поедая их обитателей.

## Систематика
Род включает около 20 видов и был впервые выделен в 1866 году австрийским мирмекологом Густавом Майром (нем. Gustav Mayr, 1830—1908). Вместе с родом Feroponera Bolton & Fisher, 2008 из тропических районов Западной Африки и родом Promyopias включены в состав группы родов Centromyrmex genus group из подсемейства Ponerinae.
- Centromyrmex alfaroi Emery, 1890
- Centromyrmex bequaerti (Forel, 1913)
- Centromyrmex brachycola (Roger, 1861)typus
- Centromyrmex congolensis Weber, 1949
- Centromyrmex constanciae Arnold, 1915
  - Centromyrmex constanciae angolensis — Santschi, 1937
  - Centromyrmex constanciae constanciae — Santschi, 1915
  - Centromyrmex constanciae guineensis — Bernard, 1953
- Centromyrmex decessor Bolton & Fisher, 2008[2]
- Centromyrmex ereptor Bolton & Fisher, 2008[2]
- Centromyrmex feae (Emery, 1889)
  - Centromyrmex feae ceylonicus — Forel, 1900
  - Centromyrmex feae feae — (Emery, 1889)
  - Centromyrmex feae greeni — Forel, 1901
- Centromyrmex fugator Bolton& Fisher, 2008[2]
- Centromyrmex gigas Forel, 1911
- Centromyrmex hamulatus (Karavaiev, 1925)
- Centromyrmex praedator Bolton& Fisher, 2008[2]
- Centromyrmex raptor Bolton& Fisher, 2008[2]
- Centromyrmex secutor Bolton& Fisher, 2008[2]
- Centromyrmex sellaris Mayr, 1896
  - Centromyrmex sellaris longiventris — Santschi, 1919
  - Centromyrmex sellaris sellaris — Mayr, 1896
- Centromyrmex silvestrii (Santschi, 1914)

## Галерея
- Самка Centromyrmex brachycola
- Centromyrmex decessor сверху
- Голова самца Centromyrmex alfaroi
- Голова Centromyrmex raptor